# Невротизъм
Невротизъм е термин, употребяван от Ханс Айзенк за означаване на тревожността и емоционалната нестабилност. Тази личностна черта сама по себе си няма патологичен характер. Тя е почвата, върху която може да се развие невроза, но това не е неизбежно. Айзенк откроява две главни личностни черти: „екстраверсия-интроверсия" и невротизъм или „емоционална стабилност-нестабилност". Тъй като двете черти са независими една от друга, един индивид може да бъде например екстравертиран и нестабилен или интровертиран и стабилен. Според този автор генетичните фактори играят много голяма роля в степента на екстраверсията-интроверсията и на невротизма.